# Johannes Bünger
Johannes Bünger (* 1977 in Greven) ist ein deutscher Regisseur, Autor, Bildgestalter, Kameramann und Diplom-Umweltwissenschaftler und Partner bei Autoren Pieper und Partner.

## Leben und Arbeit
Bünger studierte von 1996 bis 2005 an der Universität Lüneburg unter anderem Umweltwissenschaften. Von 2004 bis 2006 machte er ein Redaktionsvolontariat bei fechnerMEDIA. Und führte in den Jahren danach für verschiedene Produktionen von fechnerMedia und ARD Ratgeber Regie und Buch.
Seit 2007 ist Johannes Bünger Partner bei der Produktionsfirma Autoren Pieper und Partner. Als Autor und Regisseur realisierte er unter anderem 2021 die Doku-Reihe „Die Denkmalretter von Quedlingburg“ für den MDR, 2019 die Doku-Reihe „Die Waldretter“ für arte und den WDR und die Dokumentation „Das schmutzige Geschäft mit der Grillkohle“ als Story im Ersten für die ARD.
Seit 2009 ist Bünger Dozent an der Leuphana Universität Lüneburg.

## Auszeichnungen
Für die Dokumentation „Wilhelminenhof – Obstbauern mit Biss“ waren Johannes Bünger mit Partnerin Vivien Pieper beim NaturVision-Festival in Ludwigsburg in den Kategorien NaturVision Beste Story und Deutschen Filmpreis Biodiversität nominiert und erhielten den Publikumspreis. Zudem wurde die Dokumentation mit dem Deauville Green Award und dem Salus Medienpreis ausgezeichnet.
Ihre Dokumentation „Heimat ist…Opn’ Dörp Diahren“ wurde mit dem Deauville Green Award Silber in der Kategorie Landwirtschaft und mit dem Award of Merit bei der Accolade Golbal Film Competition ausgezeichnet und war beim Los Angeles Cinefest nominiert.

## Filmografie (Auswahl)
- 2024 Die Nuklearfalle — Putins Deals mit dem Westen. Dokumentation über Russlands weltweiten Einfluss im Bereich Atomenergie, Uranförderung, -Handel und -Anreicherung. Regie: Johannes Bünger, Laura Schmitt, Vivien Pieper. Arte-tv, Deutschland, 91 Min.[4] Orte der Handlung: Amsterdam, Brüssel, Dünkirchen, Lingen, London, Mersin, Paris, St. Petersburg u. a. m.
- 2021  Erntehelfer – Unsichtbar und ausgebeutet (Reportage, 45 Minuten, ZDF info, Spiegel TV)
- 2021 Die Denkmal-Retter von Quedlinburg (Reportage-Reihe, 4x 24 Minuten, MDR, Autoren Pieper und Partner)
- 2020 Die Waldretter ( Reportage, 45 Minuten, WDR/arte, docstation)
- 2019 Die Waldretter ( Reportage-Reihe, 5x 26 Minuten, WDR/arte, docstation)
- 2018 Wie geht das? Sicherheit in jeder Lebenslage – Der TÜV-Nord (Reportage, 30 Minuten, NDR, Cinecentrum)
- 2018 Das schmutzige Geschäft mit der Grillkohle (Dokumentation, 45 Minuten, Die Story im Ersten, doc.station, ARD)
- 2018 Typisch! Zimmerleute unterwegs mit 2 PS (Reportage, 30 Minuten, NDR, Autoren Pieper und Partner)
- 2017 Klimakiller Holzkohle (Dokumentation, 45 Minuten, doc.station, ZDF/3sat)
- 2017 Wie geht das? Abfall verwerten und Müll entsorgen (Reportage, 30 Minuten, NDR, Cinecentrum)
- 2017 Kreuz und quer übers Mittelmeer (Dokuserie, 4 x 25 Minuten, MDR, docstation)
- 2016 Wie geht das? Hier geht die Post ab (Reportage, 30 Minuten, NDR, Cinecentrum)
- 2016 Gerd Winner. In 80 Jahren um die Welt (Ein Film von Günther Wulff und Gerd Winner, Kunst-Dokumentation, 60 Minuten, Freunde des Städtischen Museums Braunschweig, Produktion: Autoren Pieper und Partner)
- 2016 Sommer auf dem Bauernhof (Doku-Serie, 5x 25 Minuten, MDR, docstation)
- 2016 Der Südwesten von Oben. Unsere Dörfer (Dokumentation, 45 Minuten, SWR, Vidicom)
- 2016 Diahren. Wo Großstadtmüde Wurzeln schlagen (Dokumentation, 90 Minuten, NDR, Nordmedia, docstation)
- 2015 Dem Sturm zum Trotz – 150 Jahre Deutsche Seenotrettung (Geschichtsdokumentation, 45 Minuten, NDR, DM-Film)
- 2014 Der Wilhelminenhof. Obstbauern mit Biss (Dokumentation, 90 Minuten, NDR, DM-Film).
- 2011 Kreuz und quer durch Niedersachsen – auf der Reise zum Mittelpunkt des Landes (120 min, NDR, DM-Film)
- 2010 SWR Die Reportage – Der letzte Rottweilerzüchter aus Rottweil (30 min, SWR, taglichtmedia-Produktion)
- 2009 Abenteuer Wissen – Meeresboden (30min, ZDF, taglichtmedia-Produktion)
- 2007 Stromquelle Meer (Co-Regie, 52min, ZDF/ARTE, fechnerMEDIA)
- 2006 24 Stunden im Land der Erneuerbaren Energien (43 min, Deutsche Welle / Al Jazeera, fechnerMedia)